# San José (Andes)
San José es un centro poblado del municipio de Andes, departamento de Antioquia, Colombia. El centro poblado se encuentra a 15 kilómetros del centro de la cabecera municipal de Andes. Limita por el norte con el municipio de Hispania, por el oriente con el municipio de Pueblorrico, por el sur con el centro poblado Buenos Aires y por el occidente con el municipio de Betania y el centro poblado de Tapartó.

## División
Además, del centro poblado San José. Tiene bajo su área de influencia 10 veredas:
| Veredas de San José |              |
| El Barcino          | La Manuela   |
| El Ignacio          | La Esperanza |
| Hoyo Grande         | Orizaba      |
| Yarumal             | La Florida   |
| Villa Luz           | La Ciudad    |